# (28766) Monge
(28766) Monge ist ein Asteroid des Hauptgürtels, der am 29. April 2000 vom italo-amerikanischen Astronomen Paul G. Comba am Prescott-Observatorium (IAU-Code 684) in Arizona entdeckt wurde.
Der Asteroid ist nach dem französischen Mathematiker, Physiker und Chemiker Gaspard Monge (1746–1818) benannt, der sich wesentlich um die darstellende (deskriptive) Geometrie verdient gemacht hatte.